# Dritëro Agolli
Dritëro Agolli   (districte de Devoll, 13 d'octubre de 1931 - Tirana, 3 de febrer de 2017) fou un poeta, escriptor i polític albanès. Fill de pagesos, estudià arts a Leningrad i fou redactor del diari Zeri i Popullit, aleshores diari oficial del règim d'Enver Hoxha. Del 1973 al 1992 fou president de la Unió d'Escriptors Albanesos. Va ser diputat al Parlament albanès.

## Obres
- Devoll devoll (1964)
- Njeriu me top (L'home amb arma, 1975)
- Dy tregime (Dues històries, 1986)
- Shkelqime dhe renia e shokut Zylo (Pujada i caiguda del camarada Zylo, 1973)
- Komisari Memo (1970)
- Nene Shqiperi (Mare Albània, 1974).
- Trendafili në gotë (La rosa en un got, 1980)
- Mosha e bardhë (1985)
- Njerëz të krisur (1995)
- Shpirti i gjyshërve. 101 këngë (1996)
- Vjen njeriu i çuditshëm (1996)
- Teshtimat e lirisë. Njeriu, politika dhe kultura (1997)
- Zhurma e erërave të dikurshme (1999)
- Gdhihet e ngryset (2000)
- Dështaku (2000)